# Nki-Nationalpark
Der Nki-Nationalpark ist ein Nationalpark im Südosten Kameruns. Der Park gehört zur Ostprovinz des Landes.

## Geschichte
Seit ca. 1980 ist der WWF darum bemüht den Wald aktiv zu schützen. Eines der Ziele des WWF war den Raubbau durch die Holzindustrie zu unterbinden. Als sich die Organisation im Gebiet etabliert hatte, verfolgte sie zunächst das Ziel einer nachhaltigen Forstwirtschaft. Da die Holzindustrie Arbeitsplätze schaffte, wurden die WWF-Aktivitäten mit Missmut bzw. Missfallen durch die einheimische Bevölkerung zur Kenntnis genommen. 1988 verließ schließlich die holzverarbeitende Industrie das Gebiet. Zurück blieben alte Maschinen, die heute verrotten. Durch fehlende Alternativen für die indigenen Stämme verlegten diese ihre Aktivitäten auf das illegale Wildern.
Die Regierung Kameruns begegnete der zunehmenden Wilderei mit Repressalien gegen die einheimische Bevölkerung. Ein Beispiel hierfür gab es im Januar 1997, als Baka-Pygmäen aus ihren Häusern nahe Mambele vertrieben wurden. Da das Volk der Baka traditionelle Jäger und Sammler sind, haben sie kein Verständnis für diese Aktionen.
Trotz all der Probleme beschrieb im Jahr 1990 eine freie Journalistin den Nki-Nationalpark als die letzte wahre Wildnis. Im Jahr 1995 wurde das Gebiet als Essentielle Schutzzone (Essential Protection Zone) ausgewiesen. Zwischen 1996 und 2000 haben die Nationale Waldbehörde Kameruns sowie unterstützende Partner eine Studie erstellt. Ziel war eine biologische, ökologische und sozioökonomische Bestandsaufnahme, um ein entsprechendes Gesetzesblatt auf den Weg zu bringen.
Kamerun, Gabun und die Republik Kongo arbeiten im Augenblick an einem sogenannten TRIDOM-Projekt. Ziel ist es, eine trinationale und somit länderübergreifende Zone zu schaffen. Teil des Integrationsprojekts sind der Minkébé- (Gabun), der Boumba-Bek- (Kamerun), der Nki- (Kamerun) und der Odzala-Nationalpark (Republik Kongo) sowie das Wildtierreservat Dja (Kamerun). Waldkorridore verbinden dazu Ivindo- und Mwagne-Nationalpark in Gabun.
Seit dem 18. April 2006 steht der Nki-Nationalpark auf der Vorschlagsliste zum UNESCO-Welterbe.

## Geographie
Durch seine Abgeschiedenheit im Südosten Kameruns konnte der Park seine Ursprünglichkeit erhalten. Der Park befindet sich auf einer Höhe zwischen 350 und 650 Metern über dem Meeresspiegel. Der Park gehört zur Ökoregion Sangha. Durch den Park fließen einige große Flüsse. Einer davon ist der Dja. Ein Teil des Dja ist der mächtige Nki-Wasserfall.
Der Park liegt auf einem Breitengrad zwischen 2˚05 und 2˚50 und einem Längengrad 14˚05 und 14˚50. Das Gebiet erstreckt sich auf eine Fläche von 3093 km².
Die nächsten Städte zum Nki sind Yokadouma, Moloundou und Lomié. Der Rest ist ländliches Gebiet.
Im Wald befinden sich mindestens 73 Salinen. Sechs der Salinen, Ikwa, Badangue, Mbiado, Sokolimbombo, Teke und Metouke, sind für hohen Wildwechsel bekannt, da die Mineralien bei Tieren sehr beliebt sind.

## Klima
Im Park herrscht tropisches Klima. Die durchschnittliche Jahrestemperatur beträgt 24˚C. Die relative Luftfeuchtigkeit variiert zwischen 60 und 90 %. Laut dem kamerunischen Ministerium für Agrokultur ist die Regenzeit von März bis Juni und von September bis November. Die Trockenzeit ist von November bis März und von Juli bis August. Der jährliche Regenfall beträgt ca. 1500 mm pro Jahr.

## Bevölkerung
Innerhalb des Reservats leben kleine Gruppen von Pygmäen. Sie gehören zur ethnischen Gruppe der Baka. Ihnen ist die traditionelle Jagd in ausgewiesenen Gebieten erlaubt.
Der überwiegende Teil der Bevölkerung besteht aus der ethnischen Gruppe der Bantu.
Außerdem gibt es die Volksstämme der Djem, Bangando, Bakwele und Zime.

## Biodiversität

### Flora
Der größte Teil des Nationalparks besteht aus immergrünem Wald. Dominiert wird der Wald durch 50–60 Meter hohe Abachi-Bäume (Triplochiton scléroxylon). Außerdem findet man Limbabäume (Terminalia superba), afrikanische Mahagonibäume (Entandrophragma-Arten), Kolabäume und Ulmengewächse.

### Fauna
Im Park gibt es eine hohe Dichte von Waldelefanten. Außerdem findet man im Nki Westliche Flachlandgorillas und Waldbüffel.
Andere Primaten im Park sind Schimpansen, Brazzameerkatzen, Schwarze Stummelaffe und Haubenmangabe.
Auch für Ornithologen ist der Park ein Paradies. Eine 20-tägige Inventarisierung durch BirdLife International ergab 265 verschiedene Vogelarten. Zu den vorhandenen Arten gehören u. a. der Gabunbuschsänger (Bradypterus grandis), die Bootschwanz-Nachtschwalbe (Caprimulgus binotatus), der Fleckenibis (Bostrychia rara) und Schwachschnabeluhu (Bubo leucostictus).
Der Nki-Wasserfall ist Heimat für das Nilkrokodil. Ebenso findet man dort Zwergbuntbarsche. In den Flüssen des Nki wurden mehr als 300 verschiedene Fischarten gezählt.